# Mossruta
Mossruta (Thalictrum foetidum) är en ranunkelväxtart. Enligt Catalogue of Life ingår Mossruta i släktet rutor och familjen ranunkelväxter, men enligt Dyntaxa är tillhörigheten istället släktet rutor och familjen ranunkelväxter. Arten har ej påträffats i Sverige.

## Underarter
Arten delas in i följande underarter:
- T. f. foetidum
- T. f. glabrescens

## Bildgalleri

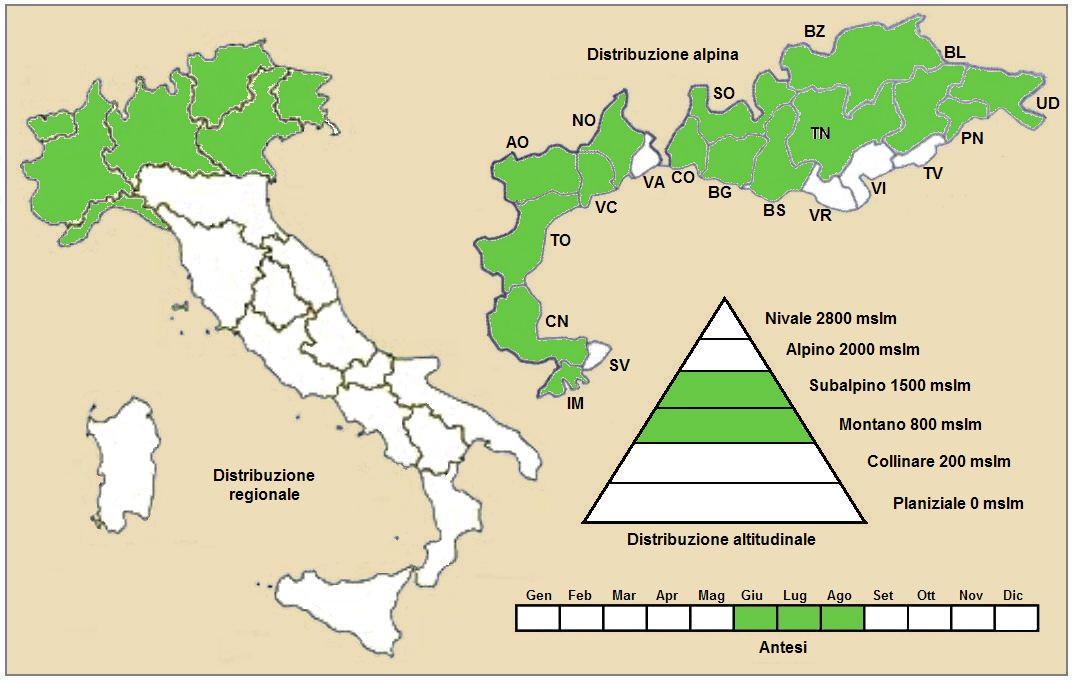
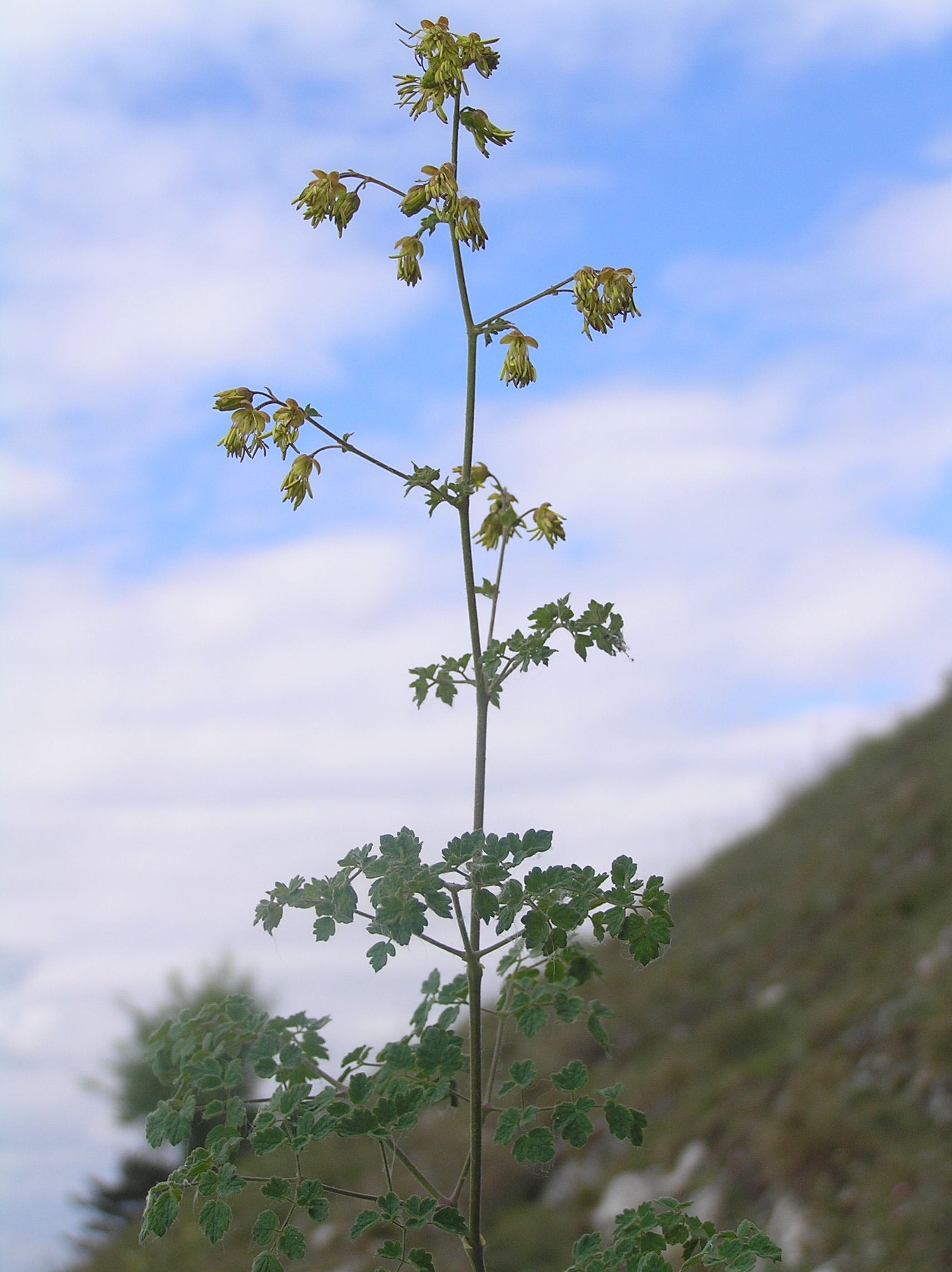
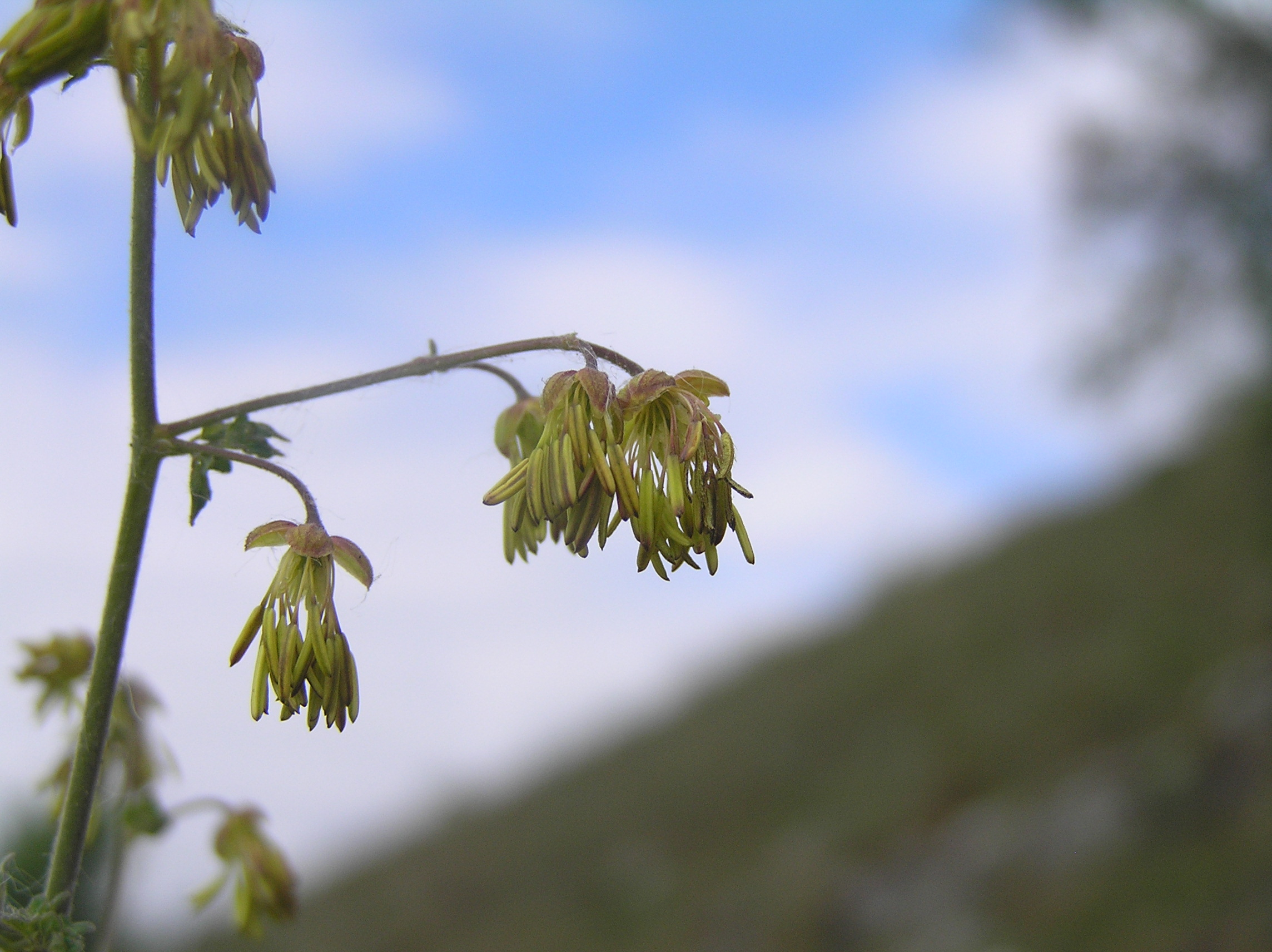